# Kostel Panny Marie (Telč)
Kostel Panny Marie (případně také kaple Panny Marie či kaple Jména Panny Marie) se nachází na Oldřichově náměstí ve Štěpnici (části města Telč). Kostel je filiálním kostelem římskokatolické farnosti Telč. Kostel je dominantou Oldřichova náměstí, je vysoký cca 20 metrů a orientován vůči delší ose náměstí.

## Popis
Jde o původně barokní kapli, později rozšířenou o hranolovou vstupní věž a obdélnou loď s pravoúhlým závěrem kněžiště. Na vstupu do sakristie je zaklenutý portál s kamenným ostěním, kněžiště je členěno pilastry. Ve zvonicovém patře věže jsou prolomeny vstupy pro hodiny, věž je zakončena čtyřbokou helmou přecházející v jehlan s makovicí a křížem. Kněžiště je zaklenuto valenou klenbou, stejně tak i kostelní loď, sakristie má plochý strop. Střecha je sedlová, nad závěrem však zvalbená. Kříž byl ku kostelu přistavěn v roce 1839.
Kostel je spolu s křížem chráněn v rámci areálu Kostel Panny Marie s křížem jako kulturní památka České republiky.

## Historie
Kostel byl postaven ještě jako kaple v roce 1719, nechal ji v centru vesnice měšťan Ondřej Hanusík, v roce 1786 však byla kaple v důsledku josefinských reforem zrušena, ale zbořena nebyla. Byla odkoupena Matějem Drdáckým a ten ji posléze daroval zpět pro náboženské účely. V roce 1867 pak byla kaple barokně rozšířena. V roce 1988 pak byl do kostela darován 54 kg těžký zvon Maria, ten byl v červnu 1989 vysvěcen Bohuslavem Brabcem. V roce 2011 byl kostel rekonstruován, střecha kostela byla nově pokryta, střecha věže byla nově pokryta měděnou krytinou a kostel byl vymalován.